# Johan Wilhelm Nessler
Johan Wilhelm Nessler, född 31 januari 1848 i Kronoby, död 9 april 1910 i Jakobstad, var en finlandssvensk kantor och entreprenör verksam i Nykarleby. Han hade en en excentrisk personlighet, var företagsam och praktiskt lagd.
Nessler startade och ägde lokaltidningen Österbottniska Posten, drev filhuggeri, spikfabrik och ångsågar, undervisade metallslöjd och införde elektrisk belysning i Nykarleby.

## Biografi

### Familj
Johan Wilhelm Nessler föddes 1848 i Kronoby men var hemma från Malax, där hans far Gustaf Adolf Nessler var klockare. J. W. Nessler kom till Nykarleby 1874 från tjänst i Larsmo och bodde först på kyrkoherdebostället Jeansborg i landskommunen. Den 20 mars 1880 gifte han sig med Mathilda Elise Westerstrålhe; de fick tre söner varav en dog vid fem månaders ålder. Samma år flyttade familjen in till Nykarleby stad.
J. W. Nessler avled 1910 på Malmska sjukhuset i Jakobstad i sviterna av en operation för kallbrand i tarmen och inklämt bråck.

### Kyrklig karrär
Johan Wilhelm Nessler tjänstgjorde som klockare och kantor i Nykarleby församling 1874–1910. Han valdes till klockare av församlingen redan den 8 oktober 1872 men var tjänstledig fram till 1874. Han hade tidigare varit organist i Malax församling 1866–1870, klockare i Vasa församling 1870–1872 samt klockare och organist i Larsmo församling 1872–1874.
Hans sångröst beskrivs som stark, klangfull och fyllde ej endast kyrkan utan hördes vida över begravningsplatsen.

### Tidningsman
1881 köpte Nessler ett tryckeri och startade 1882 Nykarlebys första dagstidning, Mellersta Österbotten med pastor Johannes Bäck som redaktör. Mellersta Österbotten profilerade sig som ett kyrkligt lokalt blad för Nykarleby, Jakobstad och Gamlakarleby. Tidningen som inledningsvis hade en fennomansk vinkling led av språkstridspråkstridigheter. Inför 1883 döptes tidningen om till Norra Posten, svekomanen Max Strömberg tog över som redaktör. Under Strömberg blev tidningen både svensksinnad och kallsinnig i religiösa frågor. Tvist uppstod mellan Strömberg och Nessler. Strömberg som hade förvärvat förlagsrätten slöt i slutet av året avtal med ett tryckeri i Vasa och Nessler stod utan tidning.
Nessler vände sig till Anders Svedberg, en erfaren tidningsman som varit medarbetare på Mellersta Österbotten och erbjudits redaktörskapet efter Bäck. Svedberg ombads igen att bli redaktör, nu för en ny tidning. Han tackade ja och i januari 1884 publicerades det första numret av Österbottniska Posten.
Norra Posten konkurrerade en kort tid innan den flyttade till Gamlakarleby för att bli lokaltidning där. Österbottniska Posten sträckte sina ambitioner till att inte bara vara lokalorgan för Nykarleby och Jakobstad utan hela norra delen av Svenska Österbotten och därtill vara förbindelselänk mellan traktens emigranter och hemlandet.
Österbottniska Posten kom att finnas kvar i staden i åtta decennier med den nesslerska släkten som utgivare. 1968 tog Jakobstads Tidning över och avvecklade dagstidningen.

### Övrig verksamhet

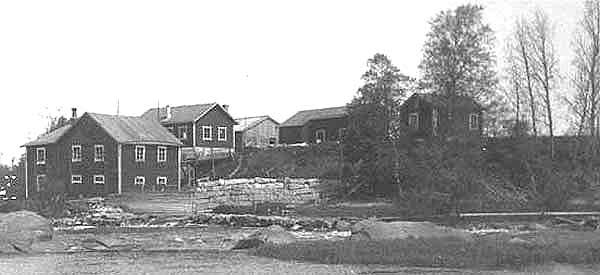
Korsåkers kvarn vid Nykarleby älv där J. W. Nessler drev både filhuggeri och spikfabrik.

Nessler arbetade från 1879 fram till sin död som verkmästare i Nykarleby seminarium där han undervisade i metallslöjd.
Han grundade 1875 ett filhuggeri som drevs med lokomobil. 1877 anlade Nessler Korsåkers kvarn söder om staden för att driva sitt filhuggeri men även grynverk och grynkross. 1908 grundade han en spikfabrik invid Korsåkers kvarn. Nessler var även ägare till Haraldsfors såg samt en ångsåg nära Soklot.
1900 föreslog Nessler för staden att elektrisk belysning skulle införas på gator och torg genom att en dynamomaskin installeras i stadens mjölkvarn. Stadsfullmäktige godkände installation av en dynamomaskin, bordlade men godkände senare frågan om elektrisk gatubelysning. På hösten 1903 tändes lamporna i staden med hjälp av Nesslers elektricitetsverk.

## Personen
I boken Min barndoms och min ungdoms stad (1958) av Einar Hedström skildras J. W. Nessler som en excentrisk och humoristisk person med livlig natur och oförbrännelig humor. Sitt kyrliga ämbete till trots blandade han okonstlat in svordomar i talet. Tidningen Jakobstad beskriver 13 april 1910 i sin dödsruna över Nessler honom som ett utpräglat original.
Nessler åkte alltid cykel mellan sina arbetsställen och sågs därför sällan till fots. Han hade en förmåga att ge personer träffande epitet. Då han 1910 inför sin förestående död skulle föras till sjukhus och bäras från sitt rum skall han ha utbrist "Int fan behöver nån bära mej, int" och själv gått nerför trappan för att sätta sig i det väntande fordonet.

## Minnesfond
Till minne av J. W. Nesslers samlades 1910 bland lärare och elever vid Nykarleby seminarium in en summa av 165 mark. Summan skulle förräntas till 500 mk varefter räntan årligen utdelas åt en i metallslöjd skicklig elev. 1955 hade fonden ökats till 1.613 mk.